# Watch me!
「Watch me!」（ウォッチ・ミー）は、日本の音楽ユニット・YOASOBIの楽曲。Ayaseが作詞・作曲を担当し、2025年5月18日に配信限定シングルとしてリリースされた。楽曲はテレビアニメ『ウィッチウォッチ』のオープニングテーマとして、篠原健太の書き下ろし短編小説『心コロロン』をもとに制作された。

## 背景とリリース
2024年8月19日、篠原健太の漫画『ウィッチウォッチ』のテレビアニメ化が発表された。2025年2月17日、テレビアニメの第2弾PVが公開され、オープニングテーマがYOASOBIの「Watch me!」であることが発表された。4月6日、「Watch me!」を使用した『ウィッチウォッチ』のオープニング映像が公開された。5月11日、「Watch me!」が5月18日に配信リリースされることが発表された。英語版の楽曲は5月30日にリリースされた。6月25日にリリースされたCDシングルには、篠原の書き下ろし短編小説『心コロロン』のほか、楽曲をイメージしたオリジナルのキーチャームが付属しており、外箱には蓄光加工が施されている。 

## 音楽性
「Watch me!」は、『ウィッチウォッチ』原作者の篠原健太による書き下ろし短編小説『心コロロン』をもとに制作された。この小説では、『ウィッチウォッチ』の登場人物である若月ニコと乙木守仁の過去を通して2人の絆が描かれている。楽曲の歌詞は、ニコが守仁に対して抱く純粋な恋愛感情に焦点を当てている。音楽ライターの森朋之は、「軽やかに飛び跳ねるビート、可愛らしさに振り切ったメロディライン、『私を見て！』という純粋な気持ちを反映したリリックが一つになった」楽曲であるとしている。『ROCKIN'ON JAPAN』は、「ニコのキャラクターそのままに軽快に弾み回るAyaseの言葉とメロディに、さらなる色彩感と飛翔感を与えるikuraのボーカルワーク」と「鮮やかにビートと曲調を変えながら、至ってしなやかに高揚感の極致を描き出していくサウンドデザイン」を備えた楽曲であるとしている。『NME』は、「陽気なJ-POPと明るいエレクトロ・ポップが融合した」楽曲であるとしている。

## 評価
『ROCKIN'ON JAPAN』は、「音楽シーンの常識も固定観念も解体・再構築してきたデビュー以降のYOASOBIの進化の足跡が高純度で凝縮」された楽曲であり、「Ayaseとikuraの音楽的冒険が、また新たなステージへと踏み出しつつあることを窺わせる、爽快で痛快な1曲」であると称賛している。

## ミュージック・ビデオ
「Watch me!」のミュージック・ビデオは、シングルのリリースと同日となる2025年5月18日に公開された。映像は『ウィッチウォッチ』のアニメチームが全編制作しており、アニメのエピソードを切り取ったカットに加え、新たに描き下ろしされたカットも含まれている。英語版のミュージック・ビデオは6月8日に公開された。『ウィッチウォッチ』の原作漫画とのコラボレーション・ミュージック・ビデオは6月14日に公開された。

## ライブ・パフォーマンス
YOASOBIは2025年6月8日と9日にイギリス・ロンドンのウェンブリー・アリーナで開催された公演において「Watch me!」を初めてライブで披露した。

## シングル収録曲
| #         | タイトル      | 作詞・作曲 | 時間 |
| --------- | ------------- | ---------- | ---- |
| 1.        | 「Watch me!」 | Ayase      | 3:06 |
| 合計時間: | 合計時間:     | 合計時間:  | 3:06 |

| #         | タイトル                        | 作詞        | 作曲      | 時間 |
| --------- | ------------------------------- | ----------- | --------- | ---- |
| 1.        | 「Watch me! (English Version)」 | Konnie Aoki | Ayase     | 3:06 |
| 合計時間: | 合計時間:                       | 合計時間:   | 合計時間: | 3:06 |

| 全作曲: Ayase。 |                                   |             |            |      |
| #               | タイトル                          | 作詞        | 作曲・編曲 | 時間 |
| 1.              | 「Watch me!」                     | Ayase       | Ayase      | 3:06 |
| 2.              | 「Watch me! - English Version -」 | Konnie Aoki | Ayase      | 3:06 |
| 3.              | 「Watch me! - Anime Edit -」      | Ayase       | Ayase      | 1:30 |
| 4.              | 「Watch me! - Instrumental -」    |             | Ayase      | 3:06 |
| 合計時間:       | 合計時間:                         | 合計時間:   | 10:48      |      |

## スタッフ・クレジット
- Ayase – 作詞・作曲・編曲・プロデュース[21]
- ikura – ボーカル[21]
- Konnie Aoki – 作詞（英語版）[18]
- AssH – ギター[22]
- 篠原健太 – 原作[7]

## チャート
| チャート（2025年）                    | 最高順位 |
| ------------------------------------- | -------- |
| 日本 (Japan Hot 100)                  | 16       |
| Japan Hot Animation (Billboard JAPAN) | 6        |
| 日本 合算シングル (オリコン)          | 22       |
| 日本 デジタルシングル (オリコン)      | 1        |
| 韓国 ダウンロード (Circle)            | 186      |

## リリース日一覧
| 国・地域 | リリース日    | 規格                                      | バージョン     | レーベル                                          | 出典   |
| -------- | ------------- | ----------------------------------------- | -------------- | ------------------------------------------------- | ------ |
| 全世界   | 2025年5月18日 | - デジタル・ダウンロード - ストリーミング | オリジナル     | - Echoes - ソニー・ミュージックエンタテインメント | [ 28 ] |
| 全世界   | 2025年5月30日 | - デジタル・ダウンロード - ストリーミング | 英語           | - Echoes - ソニー・ミュージックエンタテインメント | [ 29 ] |
| 日本     | 2025年6月25日 | CDシングル                                | 完全生産限定盤 | - Echoes - ソニー・ミュージックエンタテインメント | [ 30 ] |